# Liste der Landschaftsschutzgebiete im Landkreis Emsland
Die Liste der Landschaftsschutzgebiete im Landkreis Emsland enthält die Landschaftsschutzgebiete des Landkreises Emsland in Niedersachsen.
| Bild                                                | Nummer       | Bezeichnung des Gebietes      | Fläche in Hektar | WDPA-ID   | Koordinaten | Datum der Verordnung |
| --------------------------------------------------- | ------------ | ----------------------------- | ---------------- | --------- | ----------- | -------------------- |
|                                                     | LSG EL 00001 | Viehweide Hamm                | 20,00            |           | Position    | 1940                 |
|                                                     | LSG EL 00006 | Muhne                         | 38,00            |           | Position    | 1940                 |
|                                                     | LSG EL 00007 | Haseufer                      | 3,00             |           | Position    | 1940                 |
|                                                     | LSG EL 00010 | Sandberge                     | 15,00            | 324082    | Position    | 1940                 |
|                                                     | LSG EL 00015 | Wehrlager Lahn                | 26,00            | 325688    | Position    | 1951                 |
|                                                     | LSG EL 00017 | Parkanlage Bosquet            | 1,00             | 323633    | Position    | 1954                 |
|                                                     | LSG EL 00018 | Lindenallee in Spahn          | 0,20             | 322611    | Position    | 1956                 |
|                                                     | LSG EL 00020 | Barenberg                     | 7,00             | 319780    | Position    | 1969                 |
| Schloss, Schlossallee und Schlossteich Clemenswerth | LSG EL 00021 | Schlossanlage Clemenswerth    | 66,40            | 324187    | Position    | 1969                 |
|                                                     | LSG EL 00023 | Emstal                        | 19399,90         | 320636    | Position    | 1981                 |
|                                                     | LSG EL 00025 | Wildes Moor                   | 123,00           | 325887    | Position    | 1989                 |
|                                                     | LSG EL 00026 | Buschwiesen                   | 18,00            | 320230    | Position    | 1991                 |
|                                                     | LSG EL 00027 | Mittelradde - Marka -Südradde | 1777,00          | 390218    | Position    | 2008                 |
|                                                     | LSG EL 00028 | Tunxdorf-Nenndorf-Rhede/Brook | 618,00           | 555552629 | Position    | 2012                 |
|                                                     | LSG EL 00029 | Rhede-Flaar                   | 357,00           | 555552630 | Position    | 2012                 |
|                                                     | LSG EL 00030 | Borsum-Heede-Schukenbrock     | 545,40           | 555552631 | Position    | 2012                 |
|                                                     | LSG EL 00031 | Waldgebiete auf dem Hümmling  | 12159,5          | 555589354 | Position    | 2014                 |